# 有科珠々

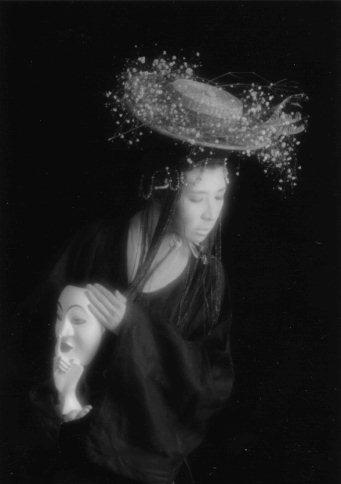
Juju Alishina

有科 珠々（ありしな じゅじゅ、1963年5月12日 - ）は、兵庫県神戸市出身の舞踏家、振付家。身体訓練法有科メソード創始者。ダンスカンパニー射干（NUBA）主宰者。パリ在住。

## 略歴
1963年　神戸に生まれる。
1982年 - 1984年　京都の白虎社に参加。
1990年　東京でダンスカンパニー射干（NUBA)創立。 日本、アメリカ、中近東、ヨーロッパで活動。
1996年　 六本木のストライプハウス美術館の全館で写真展、公演、workshopによる有科珠々展が開催される、
1998年　フランスへ移住。NUBAを再結成。
2004年　パレ・デ・コングレにおいてシラク前大統領を始め、世界の政界の要人が集う国際会議の終幕式にて、20人の多国籍ダンサー達を振付、実演する。
2005年　ニューカレドニア公演、この国に初めて舞踏を紹介する。
2007年　アメリカ、オハイオ州のデニソン大学で助教授としてダンス科の指導にあたる。
2010年　日本で「パリ発・踊れる身体」が新水社より刊行される。
2013年　フランス語版『Le corps prêt à danser (踊れる身体)』がL'Harmattanより全仏で刊行される。
2015年　英語版『Butoh Dance Training』がJessica Kingsley Publishersより全英、全米で刊行される。
2021年　Covid19の影響でフランス全土がロックダウンされたとき、先駆けてオンラインの舞踏クラスを始め、舞踏の新たな可能性を示した。

## 主な上演作品
- 1990年「ぬばたまの」
- 1991年「ひさかたの」
- 1992年「ちはやぶる」
- 1993年「あまつかぜ」
- 1994年「たまほこの」
- 1995年「盲人の瞬き」
- 1998年「原因から結果へ」
- 2001年「砂糖まみれの手」
- 2002年「暗中の無」
- 2003年「枕刀」
- 2004年「不在」
- 2006年「黄金の空」
- 2007年「犬の法則」
- 2009年「泡の中の眠り・夢遊病者」
- 2010年「欲望」
- 2012年「甘獣」
- 2014年「ブレミン」
- 2015年「森中の咆哮」
- 2016年「浮世」
- 2017年「俳句
- 2018年「福島の蝶」ケンジ・イジドーの短編映画
- 2019年「三羽奏」
- 2020年「現身」
- 2021年 「孤独の合唱曲」

## 著書
- 「パリ発・踊れる身体ー有科メソードによるダンスの実践と指導」（新水社、2010年）ISBN 9784883851249
- 『Le corps prêt à danser (踊れる身体のフランス語版)』L'Harmattan、2013年　ISBN 978-2-336-29006-5
- 『Butoh Dance Training (踊れる身体の英語版)』Jessica Kingsley Publishers、2015年　ISBN 978-1-84819-276-8